# Staten van Suriname

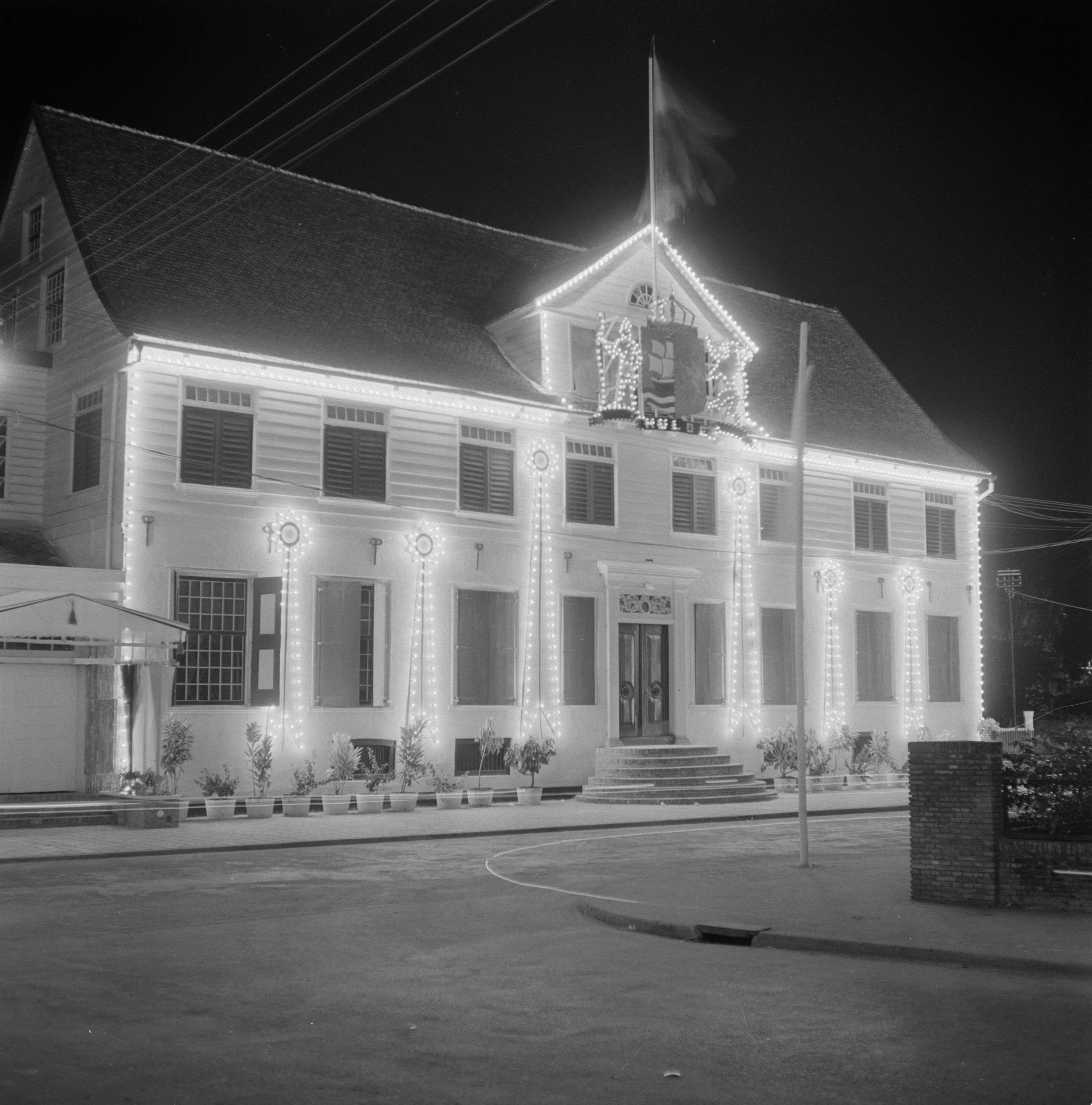
Het 'Gebouw der Staten' waar vanaf circa 1885 de vergaderingen gehouden werden (foto 1955)

De Staten van Suriname was de volksvertegenwoordiging toen Suriname nog deel uitmaakte van het Koninkrijk der Nederlanden, en in de eerste periode van de onafhankelijkheid. Het was de voorloper van De Nationale Assemblée van de Republiek Suriname.
Bij de Landsregeling die op 1 april 1937 van kracht werd, veranderde ook de naam van de volksvertegenwoordiging. De Koloniale Staten werden Staten van Suriname. De Staten bestonden voorlopig uit 10 gekozen en 5 benoemde leden. Overigens had maar 2% van de Surinamers toen stemrecht.
In 1949 werden de Staten voor het eerst gekozen bij algemeen kiesrecht. Er kwam een kabinet, benoemd door de Gouverneur, maar verantwoording schuldig aan de Staten. Dit alles vond zijn neerslag in het Statuut voor het Koninkrijk der Nederlanden van 1954 en in de eerste grondwet van de Republiek Suriname van 1975.
Toen Suriname op 25 november 1975 een onafhankelijk land werd, werd de volksvertegenwoordiging Parlement van de Republiek Suriname genoemd. Enkele maanden na de staatsgreep van 1980 werd dit parlement buiten werking gesteld.